# Plejada aleksandryjska
Plejada, plejada aleksandryjska to grupa 7 dramaturgów z Aleksandrii, działających tam w III wieku p.n.e. Z ich twórczości dochowały się tylko fragmenty.
W skład plejady wchodzili:
- Likofron z Chalkis
- Aleksander z Etolii
- Homer z Bizancjum
- Sositeos z Aleksandrii
- Filikos z Korkyry
- Sosifanes z Syrakuz
- Dionizjades z Tarsu

Nazwę od tej grupy poetów wzięła grupa poetycka Plejada w XVI-wiecznej Francji, do której należał m.in. Pierre de Ronsard.